# Matayba marginata
Matayba marginata är en kinesträdsväxtart som beskrevs av Ludwig Radlkofer. Matayba marginata ingår i släktet Matayba och familjen kinesträdsväxter. Inga underarter finns listade i Catalogue of Life.